# Trinquis
En viticultura, se le denomina trinquis al trago de vino.
También puede hacer referencia al trago de cualquier otro líquido, como por ejemplo un licor.